# Gustave Ganay
Gustave Valentin Ganay (ur. 28 marca 1892 w Marsylii, zm. 23 sierpnia 1926 w Paryżu) – francuski kolarz torowy i szosowy, dwukrotny medalista torowych mistrzostw świata.

## Kariera
Pierwszy sukces w karierze Gustave Ganay osiągnął w 1919 roku, kiedy zwyciężył w szosowych wyścigach Marsylia-Lyon i Marsylia-Toulon-Marsylia. Drugi z tych wyścigów wygrał również w 1920 roku, triumfując ponadto w wyścigu Marsylia-Nicea. W 1922 roku wystartował na torowych mistrzostwach świata w Paryżu, gdzie zdobył brązowy medal w wyścigu ze startu zatrzymanego, ulegając jedynie Belgowi Léonowi Vanderstuyftowi i Szwajcarowi Paulowi Suterowi. W tej samej konkurencji zdobył ponadto srebrny medal na rozgrywanych cztery lata później mistrzostwach świata w Mediolanie w 1926 roku, przegrywając tylko z kolejnym Belgiem, Victorem Linartem. Trzykrotnie zdobywał medale torowych mistrzostw Francji, w tym złoty w swej koronnej konkurencji w 1926 roku. Nigdy nie wystąpił na igrzyskach olimpijskich.